# Nancy Brilli
Nancy Brilli, pseudonimo di Nicoletta Brilli (Roma, 10 aprile 1964), è un'attrice italiana, vincitrice del David di Donatello alla miglior attrice non protagonista nel 1990 per il ruolo nel film Piccoli equivoci.

## Biografia
Orfana di madre all'età di 10 anni, compagna di classe di scuola superiore (Istituto Statale d'Arte Roma 1) di Vittoria Squitieri, figlia del regista Pasquale Squitieri, viene presentata da Vittoria al padre che la fa debuttare nel 1984 interpretando il ruolo di Miriam Petacci da giovane nel film Claretta, in cui ha la possibilità di recitare assieme a Claudia Cardinale, sempre con Squitieri, bissa l'anno successivo, con un importante ruolo, nella miniserie TV Naso di cane. Nel 1986 è tra le protagoniste di Dèmoni 2... L'incubo ritorna, scritto da Dario Argento e diretto da Lamberto Bava. Recita a teatro, dal 1987 al 1989, nello spettacolo Se il tempo fosse un gambero, accanto a Enrico Montesano, per la regia di Pietro Garinei. La sua carriera continua con Il presente prossimo venturo (1990), Ninà (1993-1994), Manola (1995-1997).
Al cinema è protagonista dei film Sotto il ristorante cinese (1986), regia di Bruno Bozzetto; Camping del terrore (1987), regia di Ruggero Deodato; Compagni di scuola (1988), regia di Carlo Verdone; Piccoli equivoci (1989), regia di Ricky Tognazzi, con il quale verrà premiata con un David di Donatello e con un Nastro d'argento; Italia-Germania 4 a 3 (1990), regia di Andrea Barzini; Bruno aspetta in macchina (1996), regia di Duccio Camerini.
In televisione è protagonista di Un cane sciolto, regia di Giorgio Capitani; Il colore della vittoria, regia di Vittorio De Sisti (1990); Tutti gli uomini di Sara (1992), regia di Giampaolo Tescari; Papà prende moglie (1993), Italian Restaurant (1994), regia di Giorgio Capitani; Ci vediamo in tribunale (1996), regia di Domenico Saverni; Commesse, regia di Giorgio Capitani. In seguito torna in teatro con lo spettacolo The Blue Room, liberamente tratto da Il girotondo di Arthur Schnitzler. La regia dello spettacolo italiano è affidata a Marco Sciaccaluga. Nel 1997 è la Dea Bendata per gli spot dei giochi d'azzardo Sisal.
Nel 2000 è la protagonista, insieme a Stefania Sandrelli e Giuliana De Sio, della fiction Il bello delle donne, nel ruolo di Vicky Melzi e, sempre nello stesso anno, presta la voce alla gallina Gaia nel film d'animazione Galline in fuga. Nel 2002 è al cinema con il film Febbre da cavallo - La mandrakata, con Gigi Proietti, regia di Carlo Vanzina. Nell'autunno 2004 è la protagonista del film TV, in due puntate, Madame, per la regia di Salvatore Samperi. Nel 2005 è protagonista de I colori della vita, insieme ad Alessandra Martines e Gabriel Garko.
Nel 2007 è stata protagonista delle fiction Donne sbagliate, regia di Monica Vullo, e Caterina e le sue figlie 2, dove interpretava il ruolo di Renata, signora obesa e depressa, maltrattata dal marito Fefè (Pier Maria Cecchini). Nel 2007 partecipa al film Natale in crociera, nel 2008 a Un'estate al mare e nel 2009 al film corale Ex, nel 2010 interpreta il film di Carlo Vanzina La vita è una cosa meravigliosa e quello di Fausto Brizzi Maschi contro femmine, ma anche il cinepanettone A Natale mi sposo con Elisabetta Canalis. Nel 2011 compare nel film Femmine contro maschi, con Emilio Solfrizzi.
Nel 2012 ricopre il ruolo della protagonista ne La locandiera di Carlo Goldoni, regia di Giuseppe Marini.
Il 6 settembre 2024 Nancy Brilli riceve il premio alla carriera, consegnato dal Nuovo Imaie, nell'ambito dell'81ª Mostra internazionale d'arte cinematografica di Venezia; premiati, con lo stesso riconoscimento, anche Christian De Sica e Michele Placido. Nello stesso anno  partecipa a Pechino Express e affianca Pierluigi Diaco a BellaMa'.

## Vita privata
È stata sposata con Massimo Ghini dal 1987 al 1990, dopo che si erano conosciuti sul set di Due fratelli, miniserie televisiva di Alberto Lattuada. È madre di un figlio avuto durante il secondo matrimonio (1997-2002) con Luca Manfredi.
È stata legata anche con il cantautore  Ivano Fossati dal 1991 al 1994 e per 15 anni è stata legata al chirurgo estetico Roy De Vita.
Negli anni novanta ha scoperto di soffrire di endometriosi e ha subìto un intervento chirurgico per l'asportazione di un carcinoma dell'ovaio.
Gastone Brilli-Peri è stato suo prozio, poiché era il fratello di suo nonno.
Si considera credente.

## Filmografia

Nancy Brilli in Compagni di scuola (1988)

### Cinema
- Claretta, regia di Pasquale Squitieri (1984)
- Dèmoni 2... L'incubo ritorna, regia di Lamberto Bava (1986)
- Camping del terrore, regia di Ruggero Deodato (1987)
- Sotto il ristorante cinese, regia di Bruno Bozzetto (1987)
- Compagni di scuola, regia di Carlo Verdone (1988)
- Piccoli equivoci, regia di Ricky Tognazzi (1989)
- Italia - Germania 4-3, regia di Andrea Barzini (1990)
- Tutti gli uomini di Sara, regia di Gianpaolo Tescari (1992)
- Bruno aspetta in macchina, regia di Duccio Camerini (1996)
- Grazie di tutto, regia di Luca Manfredi (1998)
- Febbre da cavallo - La mandrakata, regia di Carlo Vanzina (2002)
- Il compagno americano, regia di Barbara Barni (2002)
- Natale in crociera, regia di Neri Parenti (2007)
- Un'estate al mare, regia di Carlo Vanzina (2008)
- Ex, regia di Fausto Brizzi (2009)
- La vita è una cosa meravigliosa, regia di Carlo Vanzina (2010)
- Maschi contro femmine, regia di Fausto Brizzi (2010)
- A Natale mi sposo, regia di Paolo Costella (2010)
- Femmine contro maschi, regia di Fausto Brizzi (2011)
- Sapore di te, regia di Carlo Vanzina (2014)
- Tiro libero, regia di Alessandro Valori (2017)
- Amici per la pelle, regia di Pierluigi Di Lallo (2022)
- Un weekend particolare, regia di Gianni Ciuffini (2023)

### Televisione
- Naso di cane, regia di Pasquale Squitieri – miniserie TV (1986)
- Due fratelli, regia di Alberto Lattuada – miniserie TV (1988)
- Un cane sciolto, regia di Giorgio Capitani – miniserie TV (1990)
- Il colore della vittoria, regia di Vittorio De Sisti – miniserie TV (1990)
- Papà prende moglie – serie TV, 7 episodi (1993)
- Italian Restaurant – serie TV (1994)
- Ci vediamo in tribunale, regia di Domenico Saverni – film TV (1996)
- Vado e torno, regia di Vittorio Sindoni – film TV (1998)
- Meglio tardi che mai, regia di Luca Manfredi – film TV (1999)
- Commesse – serie TV, 12 episodi (1999-2002)
- Il bello delle donne – serie TV (2001-2003)
- I ragazzi della via Pal, regia di Maurizio Zaccaro – miniserie TV (2003)
- Madame, regia di Salvatore Samperi – miniserie TV (2004)
- I colori della vita, regia di Stefano Reali – miniserie TV (2005)
- Donne sbagliate, regia di Monica Vullo – miniserie TV (2007)
- Caterina e le sue figlie 2 – serie TV (2007)
- Matrimoni e altre follie – serie TV (2016)
- A Capodanno tutti da me, regia di Toni Fornari e Andrea Maia – film TV (2025)

## Teatro
- Se il tempo fosse un gambero di Iaia Fiastri e Bernardino Zapponi, regia di Pietro Garinei (1986-1988)
- Il presente prossimo venturo di Alan Ayckbourn, regia di Luca Barbareschi (1991-1992)
- Manola di Margaret Mazzantini, regia di Sergio Castellitto (1998-1999)
- The Blue Room di David Hare, regia di Marco Sciaccaluga (2001-2002)
- Il poeta straniero, ovvero Straniero Ugo, poeta di Maurizio Costanzo ed Enrico Vaime, regia di Marco Mattolini (2009)
- 7 di Alberti, Fiastri, Freyrie, Pallottini, Paterlini, Signoris, Valeri, Villaggio, regia di Marco Mattolini (2011)
- La locandiera di Carlo Goldoni, regia di Giuseppe Marini (2012-2013)
- La bisbetica domata di Shakespeare messa alla prova, drammaturgia di Stefania Bertola, regia di Cristina Pezzoli (2015-2017)
- A che servono gli uomini di Iaia Fiastri, regia di Lina Wertmüller, musiche di Giorgio Gaber (2019-2020)
- Manola di Margaret Mazzantini, regia di Leo Muscato (2021)
- l’Ebreo di Gianni Clementi, regia di Pierluigi Iorio (2024/25)
- Il Padrone di G Clementi, regia di pierluigi Iorio (2025/26)

## Programmi televisivi
- Milano-Roma (1998) – co-conduttrice
- Crociera (1998) – conduttrice
- Zecchino d'Oro 2006 (Rai 1, 2006)
- Drag Race Italia (2022) – giudice ospite
- Pechino Express (2024) – concorrente
- BellaMa' (2024-2025) – co-conduttrice

## Doppiaggio

### Film d'animazione
- Gilda, Si e Am in Lilli e il vagabondo (ridoppiaggio, 1997)
- Tormentilla in Rudolph, il cucciolo dal naso rosso (1998)
- Gaia in Galline in fuga (2000)

## Riconoscimenti
- David di Donatello

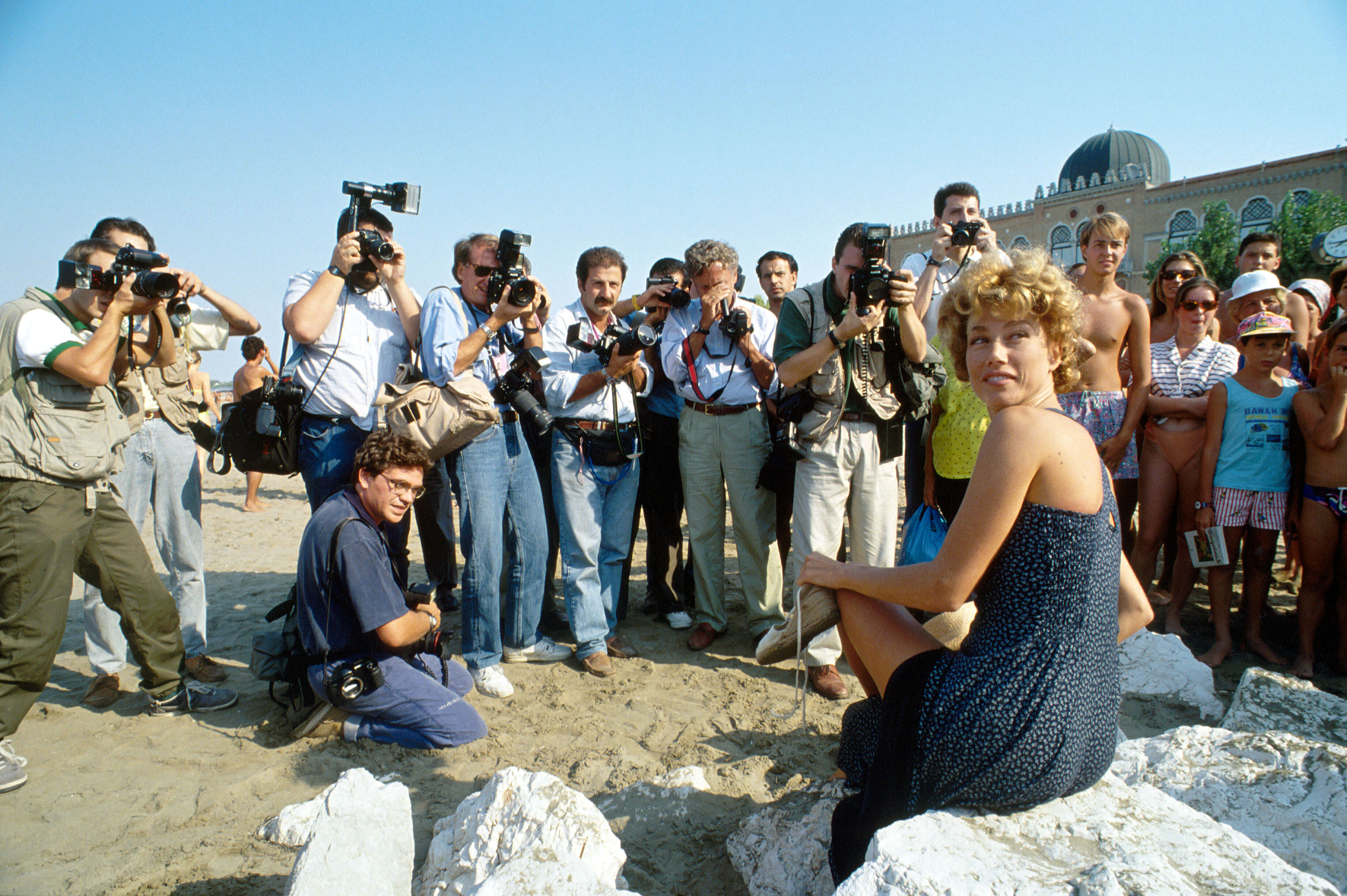
Nancy Brilli alla 45ª Mostra internazionale d'arte cinematografica di Venezia (1988)

  - 1990 – Migliore attrice non protagonista per Piccoli equivoci
  - 1991 – Candidatura alla migliore attrice protagonista per Italia-Germania 4-3
- Nastro d'argento
  - 1990 – Migliore attrice non protagonista per Piccoli equivoci
  - 1994 – Candidatura alla migliore attrice protagonista per Tutti gli uomini di Sara
- Ciak d'oro
  - 1990 – Candidatura alla migliore attrice non protagonista per Piccoli equivoci

## Doppiatrici
- Emanuela Rossi in Claretta, Dèmoni 2... L'incubo ritorna